# Sojuz T-9
Sojuz T-9 byla sovětská kosmická loď řady Sojuz, která v roce 1983 letěla k orbitální stanici Saljut 7. Ze stanice přivezla výsledky vědeckých experimentů, jelikož předchozí Sojuz T-8 měl technické problémy.

## Posádka
- Vladimir Ljachov, velitel (2)
- Alexandr Pavlovič Alexandrov, palubní inženýr (1)

V závorkách je uveden dosavadní počet letů do vesmíru včetně této mise.

## Záložní posádka
- Vladimir Titov, velitel, CPK
- Gennadij Strekalov, palubní inženýr, RKK Eněrgija